# Chiesa di Santa Maria alla Porta
(dedica in facciata)
Già esistente prima dell'anno 1105, l'attuale chiesa di Santa Maria alla Porta fu eretta a Milano in piena dominazione spagnola nell'anno 1652 su progetto dell'architetto Francesco Maria Richini. Alla sua morte, avvenuta nel 1658, l'opera venne portata a termine da Francesco Castelli, architetto e ingegnere originario del Mendrisiotto, (da non confondersi con Francesco Castelli detto il Borromini) al quale si deve la costruzione del portale barocco e del sovrastante timpano.
La chiesa deve il suffisso toponimico "alla porta" perché costruita nel luogo ove sorgeva l'antica Porta Vercellina facente parte delle mura fatte erigere in epoca repubblicana da Augusto; la via sulla quale si affaccia la chiesa, via Santa Maria alla Porta, era parte del decumano che da piazza San Sepolcro conduceva alla Porta Vercellina.
È chiesa parrocchiale dell'arcidiocesi di Milano e cappellania della comunità dei fedeli polacchi milanesi.

## Storia
Da una testimonianza del cronista Landolfo Iuniore (1077 - 1137 ca.), detto Landolfo di San Paolo, nella sua Historia Mediolanensis parrebbe che la chiesa di Sancta Maria ad Portam fosse già esistente prima del XII secolo nel medesimo luogo dove sorge oggi, ma che non fosse né chiesa decumana, né sede di litanie: quindi una chiesa minore. Sempre il Landolfo, nella medesima opera, riferisce che il 7 maggio dell'anno 1105, durante la demolizione della chiesa preesistente, furono rinvenute preziose reliquie, fra cui una parte del sudario di Gesù e della sua sindone, un pezzo della pietra su cui era stato seduto l'angelo annunciante la resurrezione, una scheggia della Santissima Croce e un frammento della veste di Maria:
«Putavi non pretereundum scilentio, quod durante lite Grosulani, scilicet 1105 7 idus maiis, invente sunt reliquie pretiose in Ecclesia Sancte Marie ad Portam».
Delle medesime reliquie fa ancora cenno il Torre nel 1674 il quale annota anche la presenza delle venerate ossa dei suddiaconi Santi Casto e Polimio.
Il miracoloso ritrovamento diede origine alle "Festa del Salvatore" che si celebrava ogni anno il giorno 9 maggio con una processione che si teneva dalla chiesa di Santa Tecla a Santa Maria alla Porta. I fedeli agitavano fronde fresche e portavano ceri ripetendo ad alta voce la parola agios (santo, puro): da qui l'origine del nome popolare della festa che era Festa dell'agios.
L'8 dicembre 1651, mentre si demoliva un muro esterno durante i lavori di ricostruzione della vecchia chiesa su disegno del Richini, fu rinvenuto un affresco raffigurante la Vergine con il bambino Gesù in grembo, la Madonna del grembiule: il ritrovamento fece affluire una importante quantità di offerte da parte dei fedeli che garantirono il rimodernamento della chiesa, rimodernamento che la portò alla sua forma a navata unica assunta nel 1652.
Dell'aspetto della chiesa prima dell'intervento di ricostruzione del Richini si conoscerebbe poco, se non fosse che una sua descrizione, comprensiva di pianta dell'edificio, si trova all'interno degli atti della visita pastorale del 1605 compiuta da Federico Borromeo: la chiesa viene descritta a tre navate e a forma di croce, orientata a levante, lunga circa 20 metri e larga circa 8 e decorata da affreschi del Luini e del Bramante.
La facciata fu infine restaurata nel 1856 al termine degli ultimi lavori di riorganizzazione dell'edificio, dei pavimenti, delle sepolture presenti sotto di esso e delle sue pertinenze cominciati nel 1854 su iniziativa del prevosto Alberto De Capitani d'Arzago.
Una lapide apposta sul muro di destra della chiesa riporta l'elenco dei parroci della chiesa di Santa Maria alla Porta: il primo indicato è Marco Azzoni, attivo intorno al 1450; il primo di cui si conoscano le date certe del suo ministero è invece Maffeo Monza, parroco dal 1536 al 1574.

## Architettura
Il timpano triangolare del Castelli, che orna la bella facciata barocca che alterna ordine corinzio e ordine ionico, protegge il pregevole altorilievo di Carlo Simonetta realizzato nel 1670 e che descrive l'assunzione di Maria (la dedica è a Mariæ Assumptæ). Al di sotto del timpano, il cui ordine è sorretto da poderosi piedistalli in granito, la dedica ascendit quasi aurora consurgens. A lato le nicchie sono occupate da due sculture a figura intera di Giacomo Moraglia (1791-1860). 
Poco visibile dalla strada, copre la chiesa una cupola a tamburo alto forse del Girolamo Quadrio e che ospita, nelle nicchie ricavate nel tamburo, quattro statue di angeli di Giuseppe Vismara e del Simonetta scolpite nel 1662.
La navata, unica e di non grandi dimensioni, ospita quattro cappelle laterali adornate di statue di marmo bianco; l'altare della Maddalena è decorato da Stefano Sampietro; in sacrestia un'opera di Camillo Procaccini (raramente visibile a causa delle rare aperture della chiesa).

## Il bombardamento del 1943 e i giorni nostri
Nella notte fra il 12 ed il 13 agosto del 1943 la chiesa, condividendo il destino di moltissime altre chiese milanesi, fu duramente colpita dai bombardamenti aerei anglo-americani della Seconda guerra mondiale: tre bombe dirompenti abbatterono la cappella della Madonna, eretta nel 1704 e in seguito utilizzata come battistero, il palazzo a sinistra della chiesa e il gruppo di palazzi a destra del tempio (sulla cui area sorge oggi un palazzo di Luigi Caccia Dominioni del 1961), facendo scempio della cappella, dei suoi arredi seicenteschi e del cinquecentesco affresco della "Madonna del Grembiule" che si trovava all'interno. Tuttora sono visibili, in facciata e sulle colonne in granito rosa, fori e sbrecciature causati dalle schegge delle bombe; l'altorilievo del Simonetta risulta ampiamente danneggiato e mutilo in alcune parti sporgenti.
Della antica cappella rimangono oggi solo pochi ruderi sparsi sulla destra della chiesa ad attestarne l'antica presenza, restaurati con un lungo lavoro durato tre anni e terminato nel novembre del 2015. Con la riqualificazione del vicolo Santa Maria alla Porta è stato anche rinvenuto l'antico pavimento in marmo che si è deciso di ricoprire nuovamente per mancanza dei fondi necessari alla sua riqualificazione ed è stato scoperto l'affresco della Madonna del Grembiule o Madonna dei Miracoli, precedentemente protetto da una teca di legno ed oggi restaurato e restituito alla devozione dei fedeli. Tuttavia un'incisione di Marc'Antonio Dal Re (1697-1766) e alcune rare fotografie mostrano chiaramente la struttura poi andata distrutta.
Sono inoltre andate perdute le due statue ottocentesche mediane di angeli poste sulla sommità del timpano e le due statue poste nelle due nicchie del secondo ordine e che sono visibili in alcune fotografie di inizio Novecento.

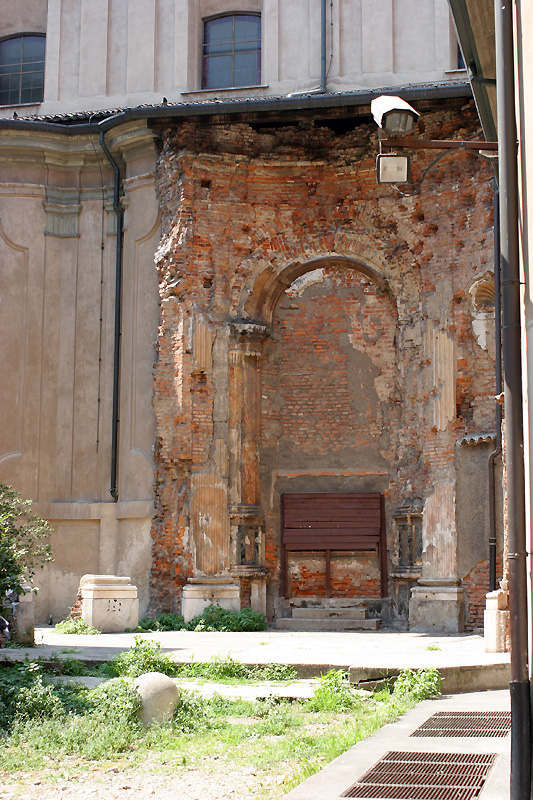
I resti della cappella della Madonna del Grembiule, sul fianco destro del tempio, prima del restauro terminato nel 2015
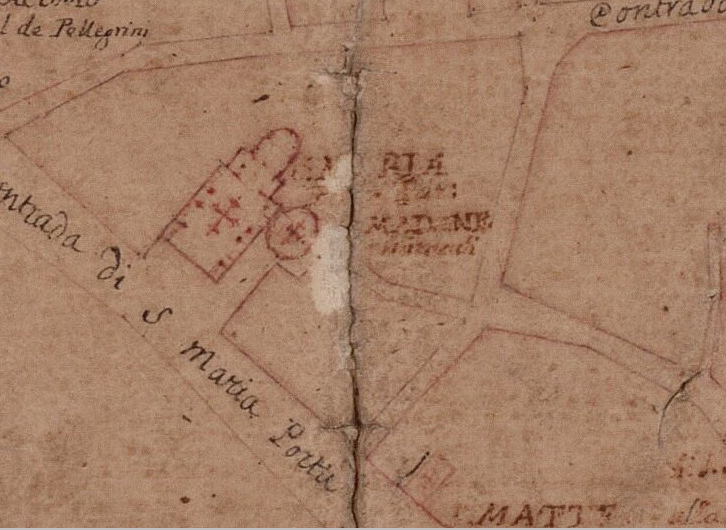
Vista della chiesa dal catasto Teresiano del 1722
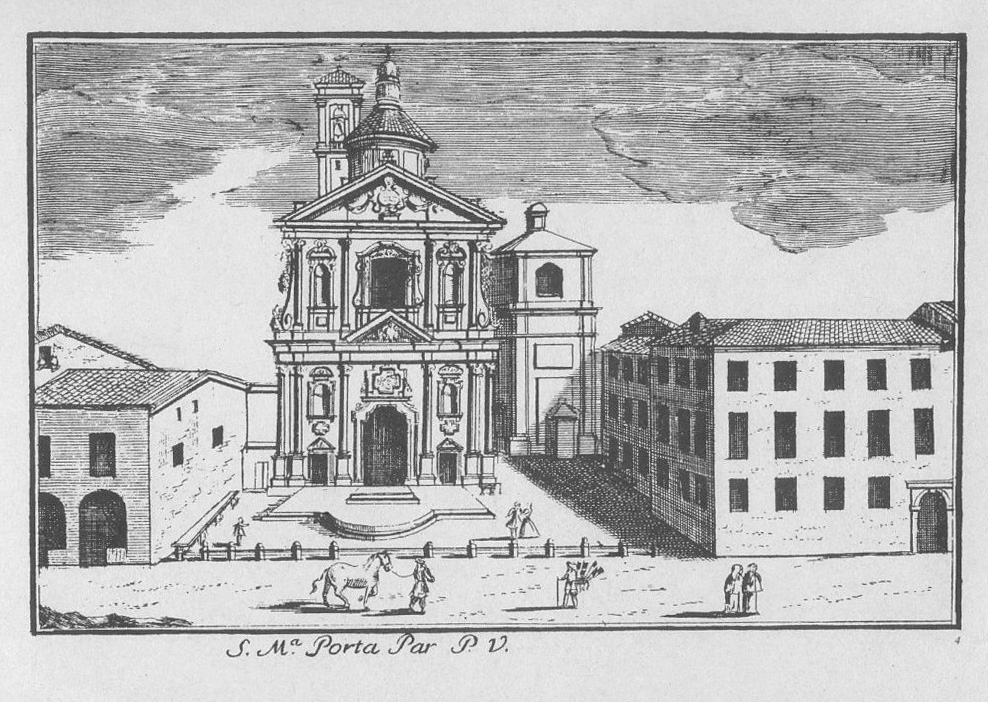
La chiesa con la cappella della Madonna del Grembiule in una incisione circa del 1753
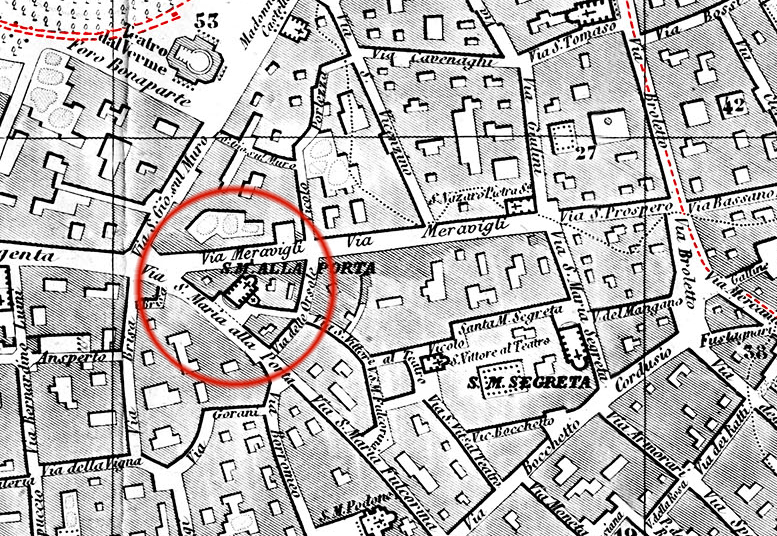
La cappella ancora visibile in una mappa del 1883
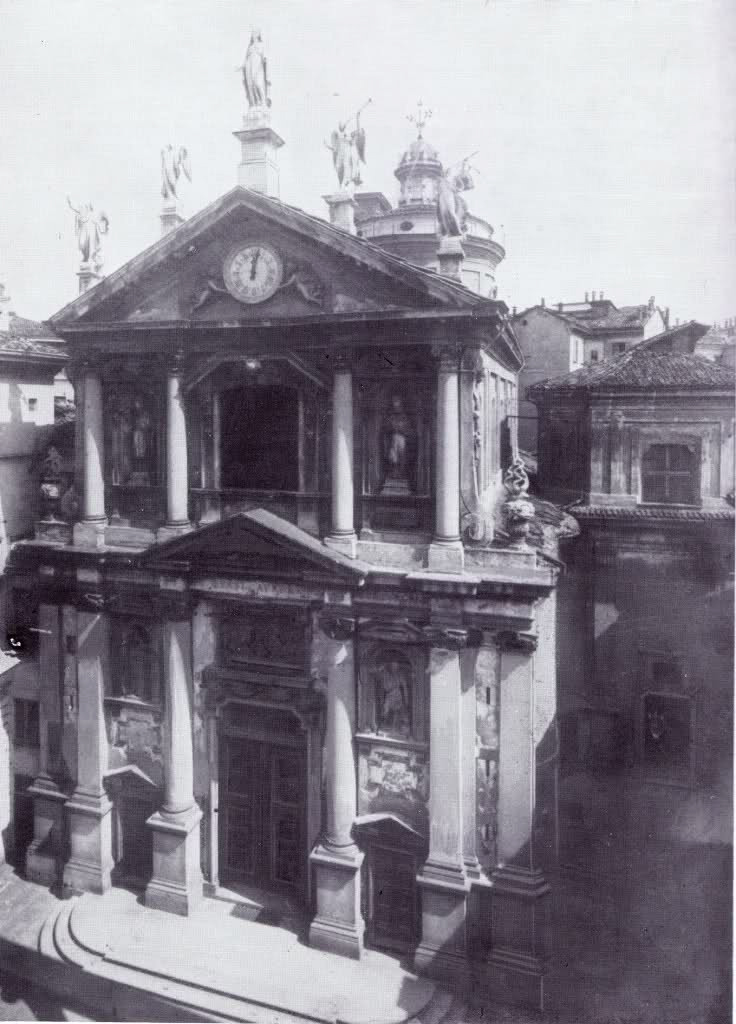
La chiesa e la cappella oggi distrutta in una fotografia dei primi del Novecento
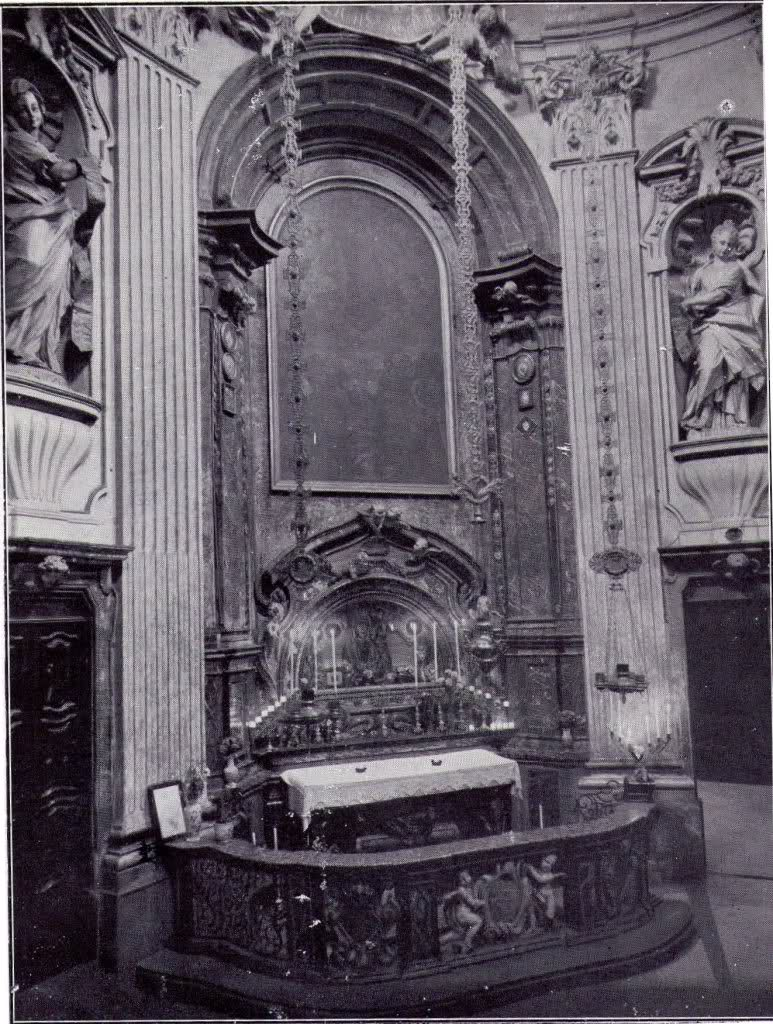
L'interno della cappella con l'affresco della Madonna del Grembiule prima dei bombardamenti
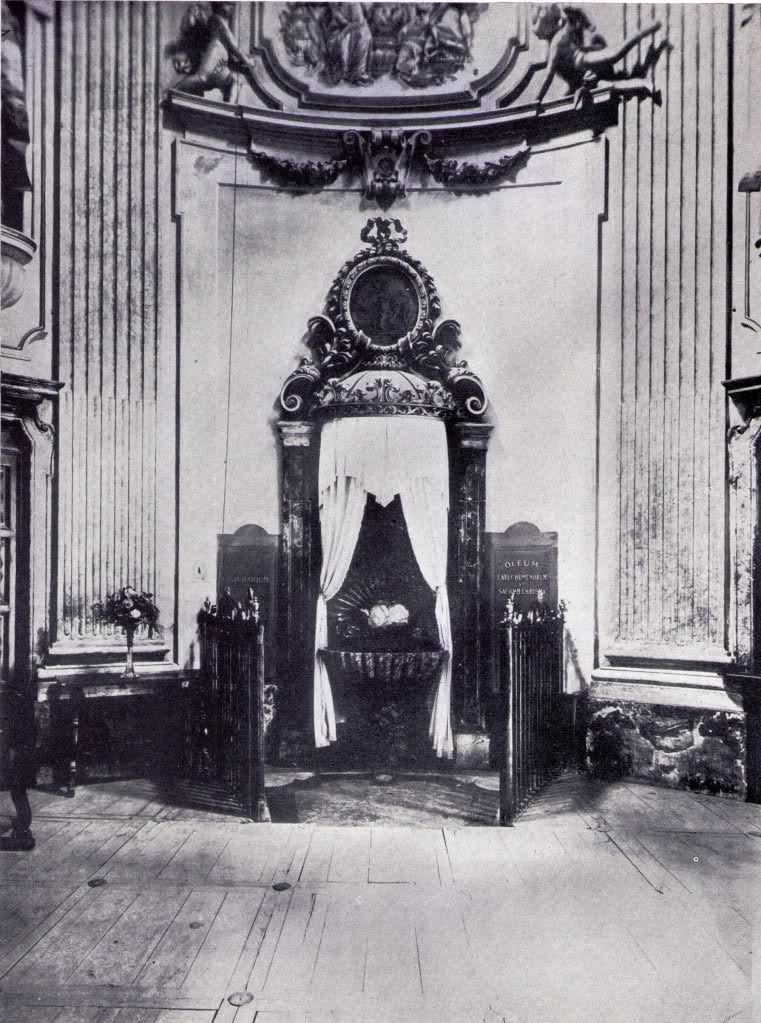
Il fonte battesimale della cappella ora distrutta
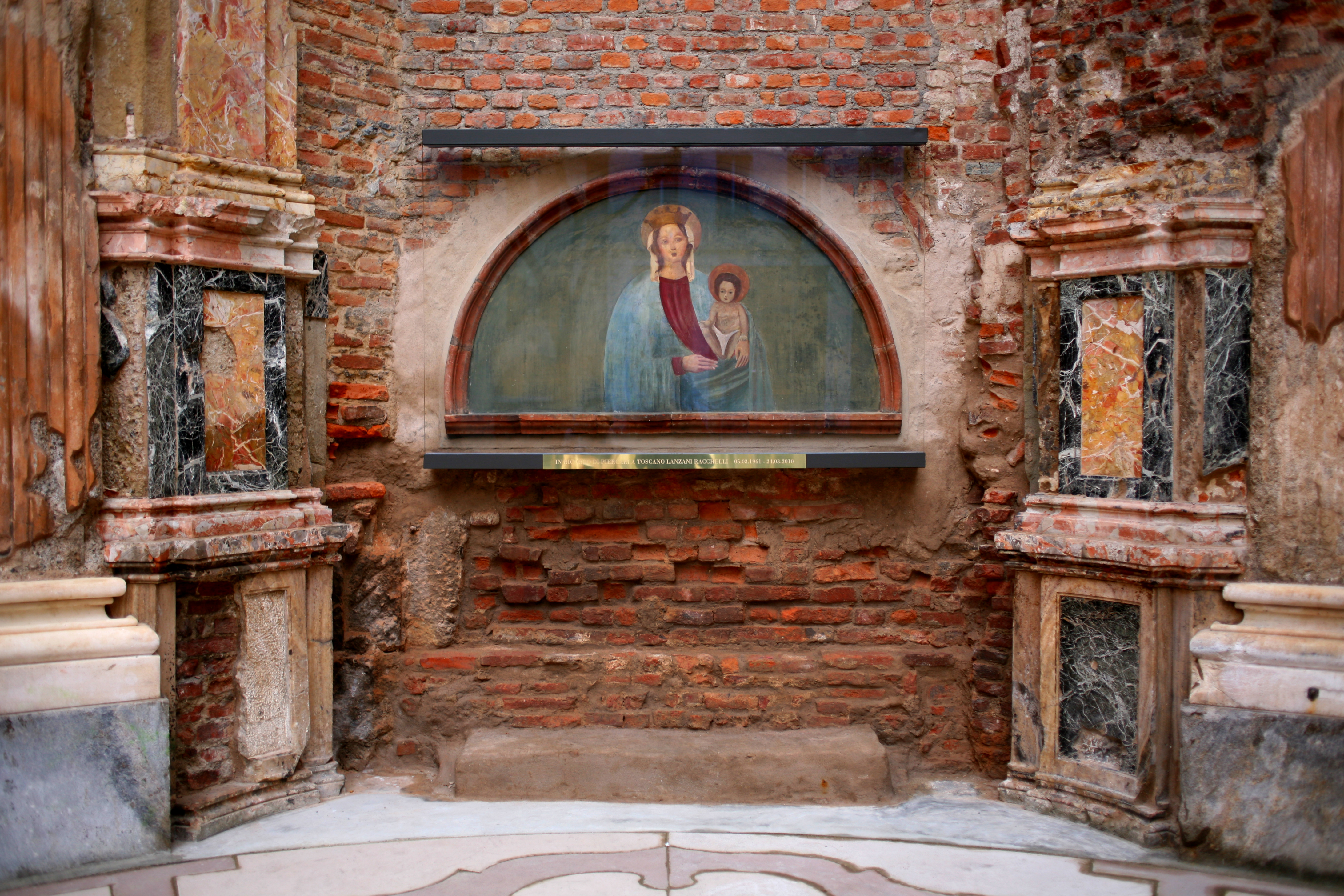
La Madonna del Grembiule dopo il restauro del 2012-2015
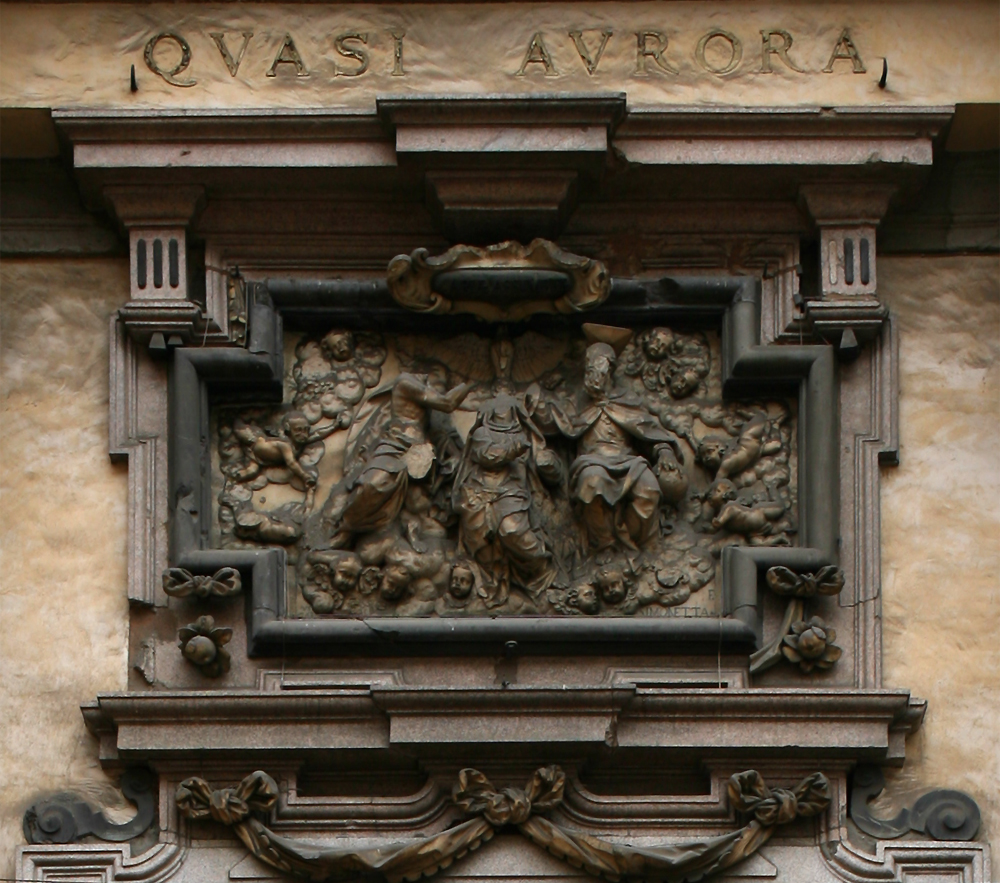
L'altorilievo del Simonetta danneggiato dalle schegge

Santa Maria alla Porta è cappellania per i fedeli di lingua polacca come testimoniato da una targa applicata a fianco dell'ingresso.

## Attività parrocchiale
Nella parrocchia di Santa Maria alla Porta la Santa Messa viene celebrata in lingua italiana (funzioni della comunità parrocchiale, presso la sede parrocchiale in Santa Maria della Consolazione al Castello Sforzesco), in lingua latina (funzioni della comunità di rito ambrosiano antico, presso la sede parrocchiale in Santa Maria della Consolazione al Castello Sforzesco) e in lingua polacca (funzioni della comunità polacca, presso la chiesa di Santa Maria alla Porta)